# Lista över Leeds United FC:s spelare

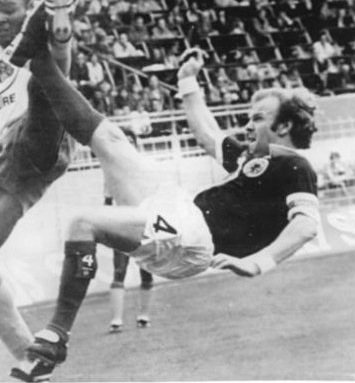
Billy Bremner spelade 773 matcher (rekord) och gjorde 115 mål för Leeds 1959–1976.

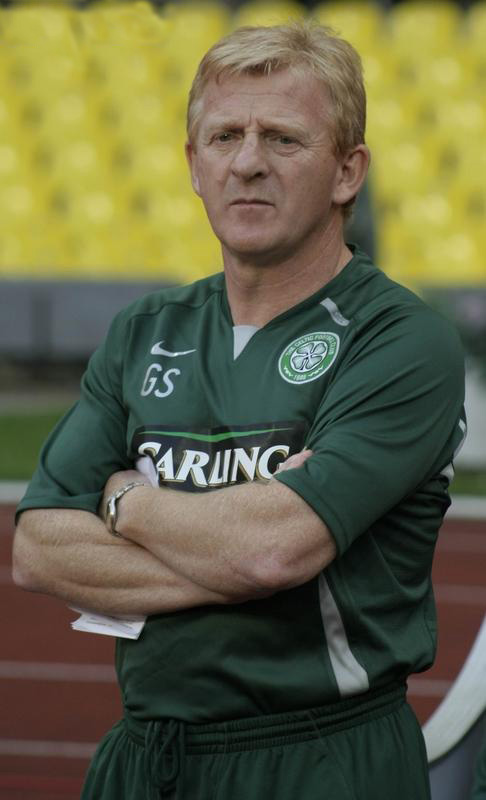
Gordon Strachan spelade 244 matcher för Leeds mellan 1989 och 1995.

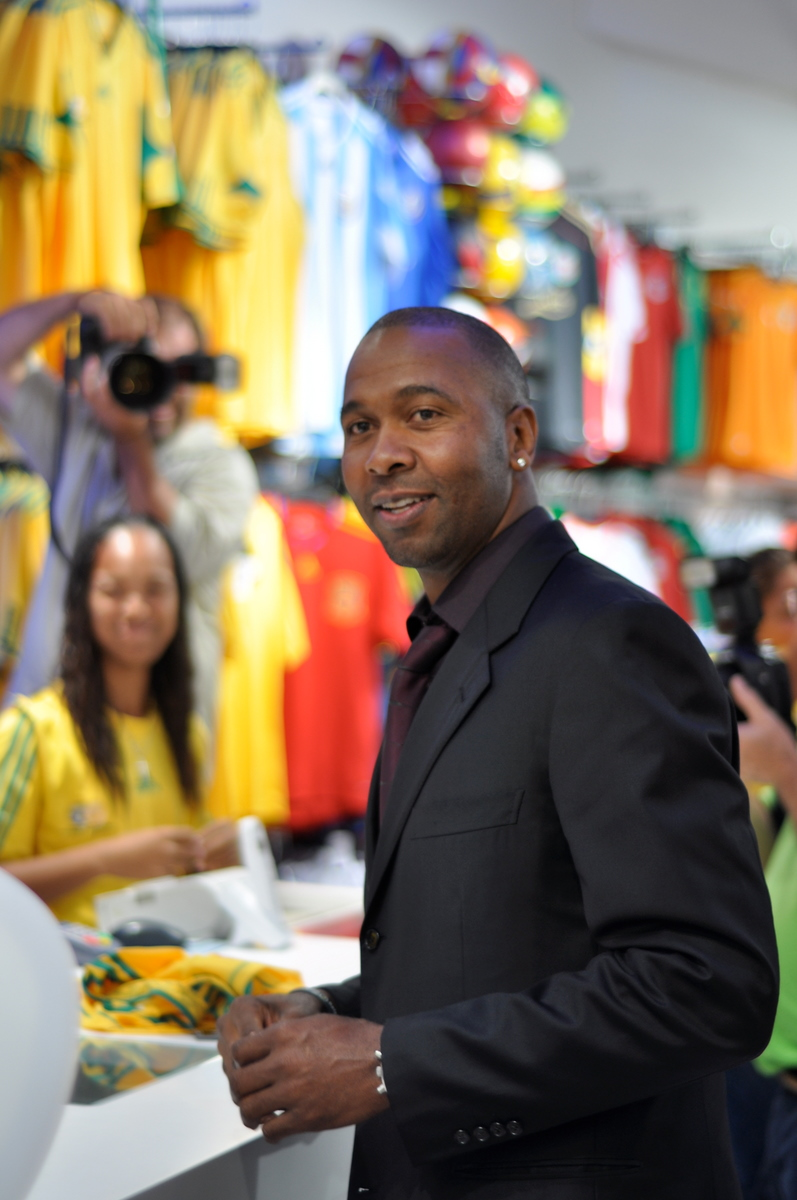
Lucas Radebe spelade 262 matcher för Leeds mellan 1994 och 2005.

Nedan är en lista över notervärda fotbollsspelare som har spelat för Leeds United. Det innebär generellt spelare som har spelat 100 eller mer a-lagsmatcher för klubben. I vissa fall har även spelare med färre matcher inkluderats, till exempel klubbens grundare samt spelare som inte riktigt nått upp till 100 matcher men haft en betydande inverkan på klubbens historia (till exempel Don Revie).
Spelarna är listade enligt datum då de skrev sitt första kontrakt med klubben som professionell fotbollsspelare. Enbart matcher och mål från officiella tävlingsmatcher för Leeds a-lag är inräknade, matcher under världskrigen är exkluderade. Matcher där spelaren blivit inbytt som avbytare är också inräknade.